# Chaon
Chaon és un municipi francès, situat al departament del Loir i Cher i a la regió de Centre – Vall del Loira. L'any 2007 tenia 436 habitants.

## Demografia

### Població
El 2007 la població de fet de Chaon era de 436 persones. Hi havia 188 famílies, de les quals 52 eren unipersonals (20 homes vivint sols i 32 dones vivint soles), 72 parelles sense fills, 48 parelles amb fills i 16 famílies monoparentals amb fills.
La població ha evolucionat segons el següent gràfic:
Habitants censats

### Habitatges
El 2007 hi havia 313 habitatges, 192 eren l'habitatge principal de la família i 121 eren segones residències. 309 eren cases i 3 eren apartaments. Dels 192 habitatges principals, 138 estaven ocupats pels seus propietaris, 45 estaven llogats i ocupats pels llogaters i 9 estaven cedits a títol gratuït; 1 tenia una cambra, 8 en tenien dues, 24 en tenien tres, 53 en tenien quatre i 106 en tenien cinc o més. 145 habitatges disposaven pel capbaix d'una plaça de pàrquing. A 90 habitatges hi havia un automòbil i a 85 n'hi havia dos o més.

### Piràmide de població
La piràmide de població per edats i sexe el 2009 era:
| Homes | Edats   | Dones |
| ----- | ------- | ----- |
| 0     | 95 o +  | 0     |
| 0     | 90 a 94 | 0     |
| 4     | 85 a 89 | 8     |
| 4     | 80 a 84 | 4     |
| 4     | 75 a 79 | 8     |
| 12    | 70 a 74 | 16    |
| 16    | 65 a 69 | 8     |
| 8     | 60 a 64 | 12    |
| 0     | 55 a 59 | 12    |
| 24    | 50 a 54 | 20    |
| 20    | 45 a 49 | 20    |
| 20    | 40 a 44 | 8     |
| 4     | 35 a 39 | 8     |
| 16    | 30 a 34 | 16    |
| 8     | 25 a 29 | 12    |
| 8     | 20 a 24 | 8     |
| 4     | 15 a 19 | 4     |
| 8     | 10 a 14 | 8     |
| 12    | 5 a 9   | 16    |
| 12    | 0 a 4   | 16    |

## Economia
El 2007 la població en edat de treballar era de 279 persones, 228 eren actives i 51 eren inactives. De les 228 persones actives 210 estaven ocupades (114 homes i 96 dones) i 18 estaven aturades (10 homes i 8 dones). De les 51 persones inactives 25 estaven jubilades, 9 estaven estudiant i 17 estaven classificades com a «altres inactius».

### Ingressos
El 2009 a Chaon hi havia 200 unitats fiscals que integraven 475 persones, la mediana anual d'ingressos fiscals per persona era de 17.083 €.

### Activitats econòmiques
Dels 15 establiments que hi havia el 2007, 1 era d'una empresa alimentària, 6 d'empreses de construcció, 4 d'empreses de comerç i reparació d'automòbils, 1 d'una empresa de transport, 2 d'empreses d'hostatgeria i restauració i 1 d'una empresa d'informació i comunicació.
Dels 5 establiments de servei als particulars que hi havia el 2009, 2 eren paletes, 1 fusteria i 2 lampisteries.
L'únic establiment comercial que hi havia el 2009 era una fleca.
L'any 2000 a Chaon hi havia 7 explotacions agrícoles que ocupaven un total de 1.015 hectàrees.

## Equipaments sanitaris i escolars
El 2009 hi havia una escola elemental integrada dins d'un grup escolar amb les comunes properes formant una escola dispersa.

## Poblacions més properes
El següent diagrama mostra les poblacions més properes.